# Mario Massa (nuotatore)
Mario Massa (Nervi, 29 maggio 1892 – Roma, 16 febbraio 1956) è stato un nuotatore italiano.

## Carriera
È stato un nuotatore forte in tutte le distanze dello stile libero, dai 100 metri alle gare di fondo, ed ha avuto una carriera molto lunga e interrotta dalla prima guerra mondiale almeno dal 1907, quando a quindici anni vince il campionato italiano del miglio, sino all'8 settembre 1923, giorno in cui a Fiume stabilisce il primato dei 400 metri stile libero in 5'34"0. Nel frattempo ha partecipato a tre edizioni dei Giochi olimpici, dal 1908 convocato con Davide Baiardo, Oreste Muzzi e Amilcare Beretta (nessuno ha raggiunto le finali): nel 1912 a Stoccolma con Baiardo, ancora senza successo e dopo la guerra nel 1920, edizione in cui ha disputato la finale della staffetta 4 x 200 m stile libero con Antonio Quarantotto, Agostino Frassinetti e Gilio Bisagno. Oggi porta il suo nome una piscina comunale a Nervi.

## Palmarès
| Giochi Olimpici         | 100 m st. libero         | 400 m st. libero       | 1500 m st. libero      | 4 x 200 m st. libero |
| 1908 Londra Regno Unito | ---                      | elim. in batteria "    | ---                    | ---                  |
| 1912 Stoccolma Svezia   | ritirato in semifinale ' | ritirato in batteria ' | ritirato in batteria ' | ---                  |
| 1920 Anversa Belgio     | elim. in batteria 1'10"4 | ---                    | ---                    | 5º - ?? :            |

### Campionati italiani
32 titoli individuali e 9 in staffette, così ripartiti:
- 11 nello stadio (in fiume, lago e mare)
- 13 nel miglio (in fiume, lago e mare)
- 3 nei 100 m stile libero
- 2 nei 400 m stile libero
- 1 nei 100 m sul fianco
- 2 nei 100 m a bracciate
- 9 a squadre (in fiume, lago e mare)

nd = non disputati, sq = squalificato
| Anno | Edizione | stadio fiume | stadio lago | stadio mare | miglio fiume | miglio lago | miglio mare | st.libero 100m | st.libero 400m | squadre fiume | squadre lago | squadre mare | sul fianco 100m | a bracciate 100m |
| ---- | -------- | ------------ | ----------- | ----------- | ------------ | ----------- | ----------- | -------------- | -------------- | ------------- | ------------ | ------------ | --------------- | ---------------- |
| 1907 | Estivi   | nd           | 2           | nd          | nd           | 1           | nd          | nd             | nd             | nd            | -            | nd           | nd              | nd               |
| 1908 | Estivi   | nd           | -           | nd          | nd           | 1           | nd          | nd             | nd             | nd            | -            | nd           | nd              | nd               |
| 1909 | Estivi   | nd           | 1           | nd          | nd           | 1           | nd          | nd             | nd             | nd            | sq (1º)      | nd           | 1               | 1                |
| 1910 | Estivi   | 1            | 1           | 1           | 1            | 1           | 1           | nd             | nd             | 1             | 1            | 1            | nd              | nd               |
| 1911 | Estivi   | 1            | 1           | 1           | 1            | 1           | 1           | nd             | nd             | 2             | 1            | 1            | nd              | nd               |
| 1912 | Estivi   | 1            | 1           | 1           | 1            | 1           | 1           | nd             | nd             | 1             | 1            | 1            | nd              | 1                |
| 1913 | Estivi   | nd           | 1           | nd          | nd           | 1           | nd          | nd             | nd             | nd            | 1            | nd           | nd              | -                |
| 1919 | Estivi   | nd           | nd          | nd          | nd           | nd          | nd          | 1              | 1              | nd            | nd           | nd           | nd              | nd               |
| 1920 | Estivi   | nd           | nd          | nd          | nd           | nd          | nd          | 1              | -              | nd            | nd           | nd           | nd              | nd               |
| 1921 | Estivi   | nd           | nd          | nd          | nd           | nd          | nd          | 1              | 1              | nd            | nd           | nd           | nd              | nd               |